# Zr. Ms. Pelikaan (A804)
Zr. Ms. Pelikaan (A-804) je logistická podpůrná loď Nizozemského královského námořnictva. Hlavní základnou plavidla je Parera ve Willemstadu na karibském ostrově Curaçao.

## Pozadí vzniku

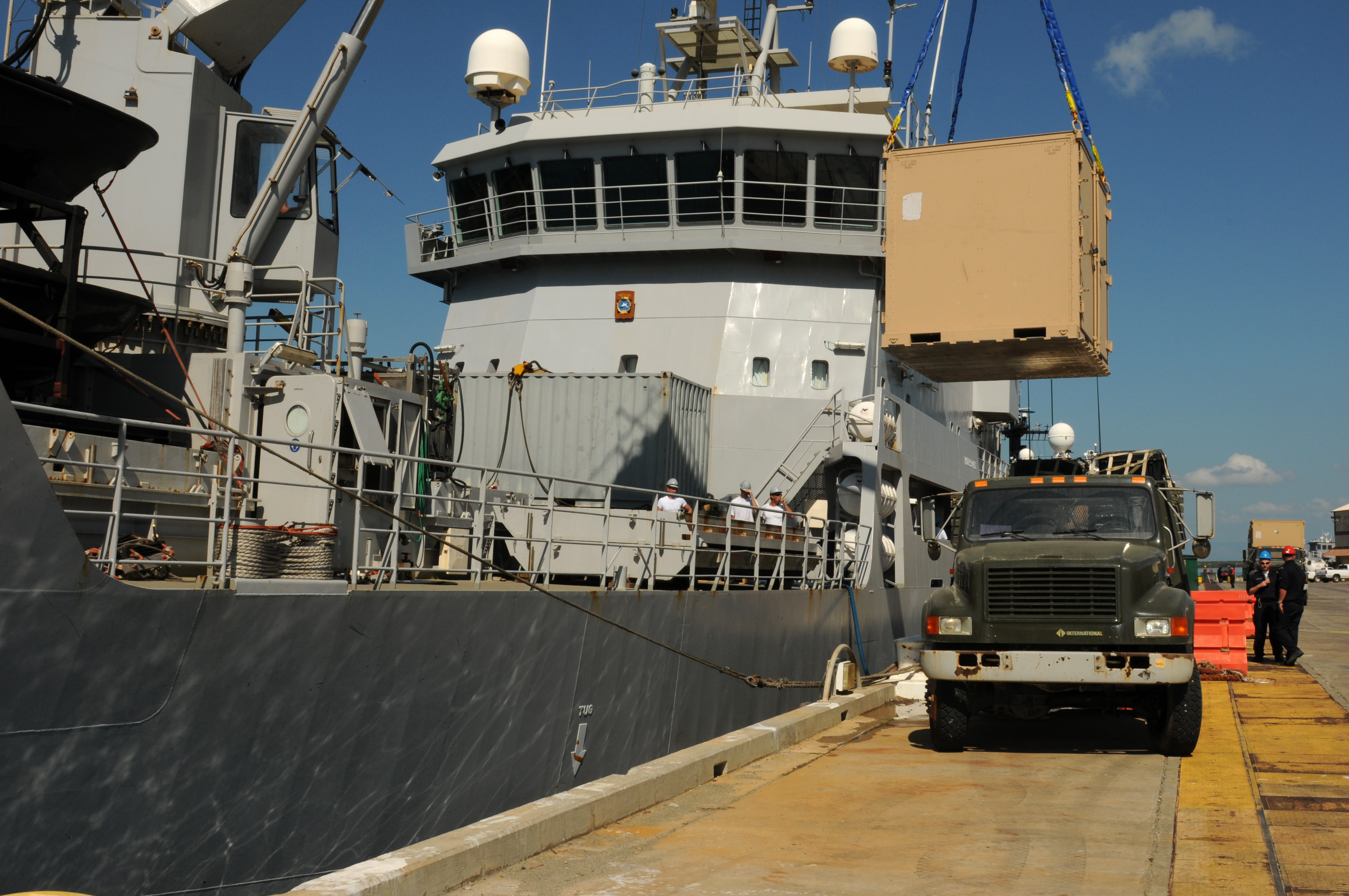
Překládka nákladu

Plavidlo bylo objednáno u nizozemské loděnice Damen Group, která jej postavila ve své rumunské pobočce v Galați. Na vodu bylo spuštěno 7. února 2006 a do služby bylo přijato 30. července 2006.

## Konstrukce

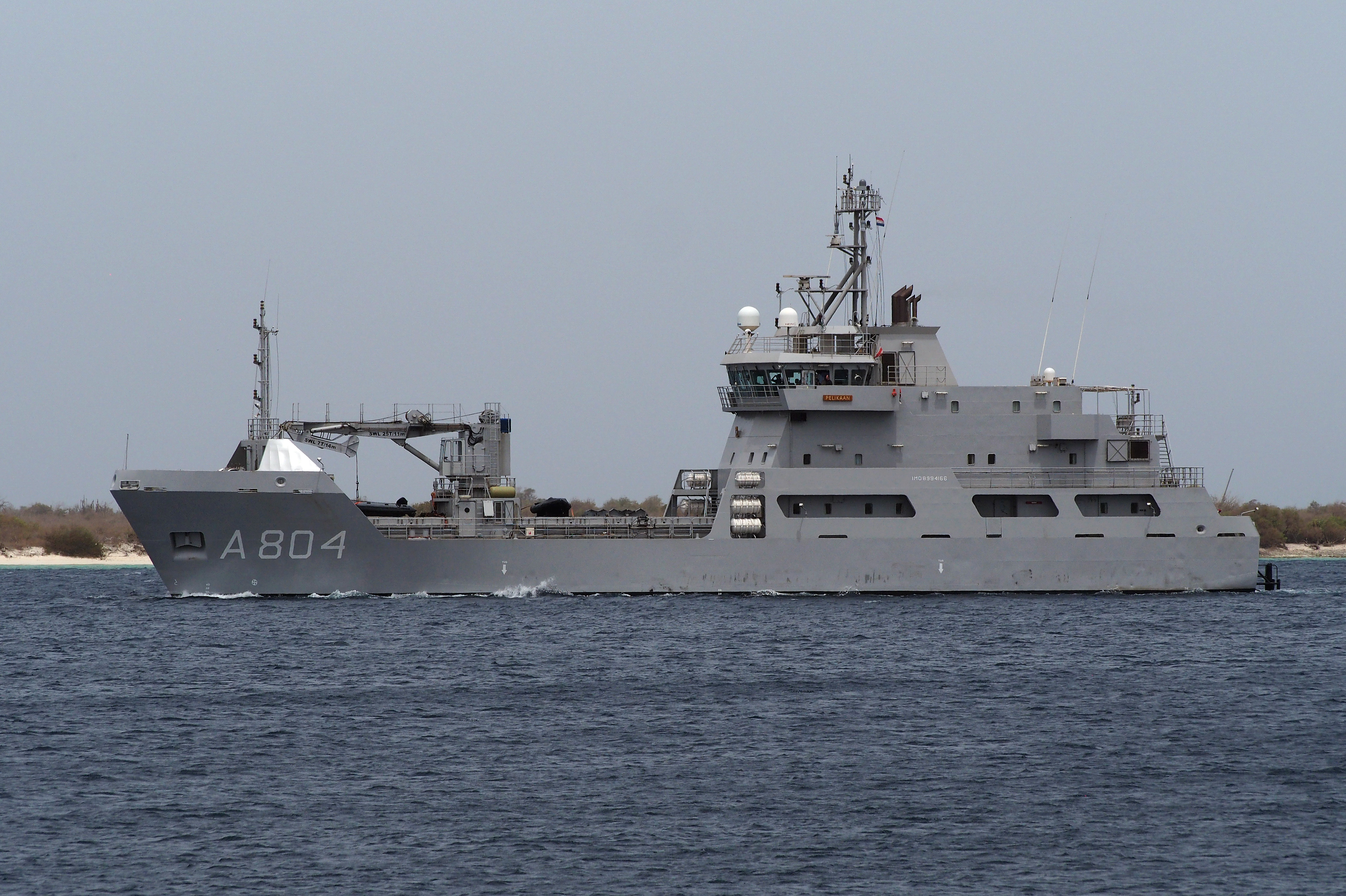
Zr. Ms. Pelikaan (A804)

Posádku tvoří 15 osob. Plavidlo uveze až 57 vojáků. Je vyzbrojeno dvěma 12,7 mm kulomety. Pohonný systém tvoří dva diesely Caterpillar o celkovém výkonu 4000 koní, pohánějící dva lodní šrouby. Nejvyšší rychlost dosahuje 14,5 uzlů.

## Operační služba
Pelikaan operuje v oblasti Karibiku. Kromě logistické podpory slouží také k výcviku, nebo distribuci humanitární pomoci. Například v říjnu 2016 dovezl pomoc na ostrov Haiti, který byl zasažen hurikánem Matthew.